# Rheinmücke
Die Rheinmücke (Oligoneuriella rhenana), auch Augustmücke genannt, ist eine Art der Eintagsfliegen und in Europa verbreitet. Trotz ihres Namens gehört sie nicht zu den Mücken. Die einstmals sehr häufige Art ist durch die Verschmutzung und den Umbau der Flüsse im 20. Jahrhundert sehr selten geworden.

## Merkmale
Die Körperlänge beträgt 9–16 mm. Am Hinterleibsende befinden sich 3 Schwanzfäden (2 Cerci und das Terminalfilum), diese messen weitere 3–13 mm. Die Grundfarbe des Körpers ist bräunlich, der Kopf ist kaum vom Thorax abgesetzt und der Thorax relativ plump. Die Flügeladerung ist bei dieser Art stark reduziert.
Die Larven sind schwarzbraun bis gelbbraun gefärbt und weisen einen plumpen Vorderkörper sowie zwei große schwarze Augen auf der Oberseite des Kopfes auf. In Alkohol verlieren sie ihre Farbe und verfärben sich gelblich. An den Seiten ihres Hinterleibes sitzen weiße, büschelige Tracheenkiemen.
Die Eier der Rheinmücke sind relativ groß und messen 264–297 µm in der Länge und 161–208 µm in der Breite.
Es gibt eine Reihe ähnlicher Tieflandarten der Gattung, dazu gehören Oligoneuriella keffermuellerae, Oligoneuriella pallida und Oligoneuriella polonica sowie die einer anderen Gattung zugehörige Oligoneurisca borysthenica.

## Verbreitung
Die Art ist in Europa weit verbreitet, fehlt aber in Fennoskandinavien und auf den Britischen Inseln. Ihr Verbreitungsgebiet zieht sich von den Pyrenäen über Frankreich nach Mitteleuropa und Italien und von hier noch weiter bis nach Ost- und Südosteuropa. Die eher mediterrane Art findet in Deutschland, durch die niedrigen Wassertemperaturen bedingt, ihre nördliche Verbreitungsgrenze. 
Die historische Verbreitung der Art in Deutschland ist nicht gut dokumentiert, sie ist hier vor allem aus dem Westen bekannt. Die letzten älteren Funde im Rhein, in der Alf und in der Nagold sind auf das Jahr 1930 zu datieren. In der Fulda wurde die Art bis 1953 nachgewiesen, in der Werra bis 1954, in der Sauer und Kyll bis 1963 und im Kocher und in der Lein bis 1978. Schon zur Mitte des 20. Jahrhunderts war die Art aus der Mosel verschwunden. Von diesen historisch belegten Vorkommen ist die Art in jüngerer Zeit nur noch aus der Nagold, der Fulda und der Kyll bekannt. Aus dem Zeitraum 1961–1981 ist die Art noch aus der Rot, Erlau, Sauer, Isar und Argen bekannt. Die Funde in der Alz von 1982/1983 konnten in den 90er-Jahren nicht erneut erbracht werden. Seit den 80er-Jahren nimmt die Zahl der Flüsse, in denen O. rhenana gefunden wurde, zu. So konnte sie z. B. 1988 in der Eder, 1990 im Inn, 1995 im Neckar und 1996 in der Elbe nachgewiesen werden. Diese zunehmenden Funde basieren jedoch nicht nur auf der Tatsache, dass sich die Art wieder ausbreitet, sondern auch maßgeblich auf der verbesserten Methodik von Gewässerökologen und intensiveren Suchen.

## Lebensraum
Die Larven leben in sauberen Bächen und Flüssen, wobei große Flüsse bevorzugt werden. Hier finden sie sich häufig unter Steinen. Die Larven reagieren empfindlich auf eine Verringerung des Sauerstoffgehalts der Gewässer. Über 600 m ist die Art nicht mehr zu finden.

## Lebensweise
Die extrem kurzlebige Art fliegt nachmittags bis abends von Juli bis August in großen Schwärmen über der Wasseroberfläche. Die Häutung von der Subimago zur Imago findet noch während des Hochzeitsfluges statt, wobei die Flügel sich nicht mithäuten. Nach etwa 40 Minuten sterben die adulten Tiere, ihr Leben als Imago beschränkt sich ausschließlich auf den Hochzeitsflug mit der Paarung und die direkt im Anschluss stattfindende Eiablage der Weibchen. Dabei sind die Weibchen noch zu beträchtlichen Flugleistungen in der Lage und können sich mehrere Kilometer von ihren Larvengewässern entfernen. Ab Ende April lassen sich erste Larven in den Gewässern nachweisen, meist findet man sie aber erst ab Mitte Mai.

## Bestandsentwicklung
Bis zur Mitte des 20. Jahrhunderts besiedelte die Art die meisten größeren mitteleuropäischen Flüsse. Ihre Larven bildeten während der Sommermonate stromaufwärts bis in das Hyporhithral (untere Bachabschnitte) wahrscheinlich den bedeutendsten Anteil der benthischen Biomasse. Das alljährliche Massenschwärmen der Subimagines und Imagines war ein beeindruckendes Schauspiel, das der Art auch ihren deutschen Namen Rheinmücke einbrachte, da die großen Schwärme über dem Rhein deutlich sichtbar waren, wo die Art besonders im Hoch- und südlichen Oberrhein massenhaft auftrat. Bis zum Beginn der 80er-Jahre galt die Art in vielen ihrer Charakterhabitate als verschollen oder es existierten nur noch lokale, meist individuenarme Reliktpopulationen. 1984 wurde sie in der Roten Liste Deutschlands als vom Aussterben bedroht geführt. Seit Mitte der 80er-Jahre profitierte die stark dezimierte Art von der stattfindenden Verbesserung der Gewässergüte und Gewässermorphologie und es kam zu Wiederfunden der Art und sogar lokalen Massenschwärmen. Die Larvalnachweise beschränkten sich dennoch meist auf wenige Individuen. In Ausnahmefällen können die Larven dennoch nach wie vor in hoher Abundanz vorkommen, so wurden 1997 in der Nagold in flachen, turbulenten Flussabschnitten auf grobem Steinsubstrat bis zu 783 Larven pro Quadratmeter nachgewiesen. Dabei nahm die Anzahl der Larven mit der Fließgeschwindigkeit zu. Die neueren Vorkommen von hochabundanten Populationen stammen jedoch aus epipotamalen oder rhithralen Gewässerabschnitten, Hauptströme wie der Rhein oder der deutsche Teil der Donau wurden nicht erneut als Habitat angenommen.
In Bayern gilt die Art als stark gefährdet (RL 2), während sie in Berlin nicht vorkommt. In der Schweiz gilt die Art als vom Aussterben bedroht und hat nur ein sehr beschränktes Verbreitungsgebiet.

## Taxonomie
Ein Synonym der Art lautet Oligoneuria garumnica Joly, 1873.